# Тризубий бичок
Тризубі бички (Tridentiger) — рід риб родини Оксудеркових (Oxudercidae). Поширені в водах Тихого океану.
Рід містить 7 видів:
- Tridentiger barbatus (Günther, 1861)
- Tridentiger bifasciatus Steindachner, 1881
- Tridentiger brevispinis Katsuyama, Arai & Nakamura, 1972
- Tridentiger kuroiwae Jordan & Tanaka, 1927
- Tridentiger nudicervicus Tomiyama, 1934
- Тризубий бичок темний (Tridentiger obscurus (Temminck & Schlegel, 1845))
- Бичок-хамелеон (Tridentiger trigonocephalus (Gill, 1859))